# Aleksandr Kapto
Aleksandr Siemionowicz Kaptow (ros. Алекса́ндр Семёнович Капто́, ur. 14 kwietnia 1933 we wsi Tarasowka w obwodzie dniepropetrowskim, zm. 19 kwietnia 2020) – radziecki i rosyjski działacz partyjny i dyplomata.

## Życiorys
Ukrainiec, od 1955 członek KPZR, w 1957 ukończył Dniepropetrowski Uniwersytet Państwowy, doktor nauk filozoficznych. Od 1957 funkcjonariusz Komsomołu, później KPZR, w latach 1966–1972 II sekretarz i I sekretarz KC Komsomołu Ukrainy, 1972–1978 sekretarz Komitetu Obwodowego KPU w Kijowie, 1978–1979 kierownik wydziału KC KPU. Od 13 stycznia 1986 do 13 lipca 1988 ambasador nadzwyczajny i pełnomocny ZSRR na Kubie, w 1988 I zastępca przewodniczącego, a w latach 1988–1990 kierownik Wydziału Ideologicznego KC KPZR, od 1990 do 24 stycznia 1992 ambasador nadzwyczajny i pełnomocny ZSRR/Rosji w Korei Północnej. Od 1981 zastępca członka, a 1986-1990 członek KC KPZR. Deputowany ludowy ZSRR. Pochowany na Cmentarzu Trojekurowskim w Moskwie.

## Odznaczenia
- Order Czerwonego Sztandaru Pracy (trzykrotnie)
- Order Przyjaźni Narodów
- Order Honoru

Medale ZSRR i ordery zagraniczne.